# Montanaro
Montanaro (piemontesisch Montanè) ist eine Gemeinde in der italienischen Metropolitanstadt Turin (TO), Region Piemont.

## Lage und Einwohner
Montanaro liegt knapp 30 km nordwestlich von Turin. Das Gemeindegebiet umfasst eine Fläche von 20 km² und hat 5057 Einwohner (Stand 31. Dezember 2023).
Die Nachbargemeinden sind Caluso, Foglizzo, San Benigno Canavese und Chivasso.

## Gemeindepartnerschaften

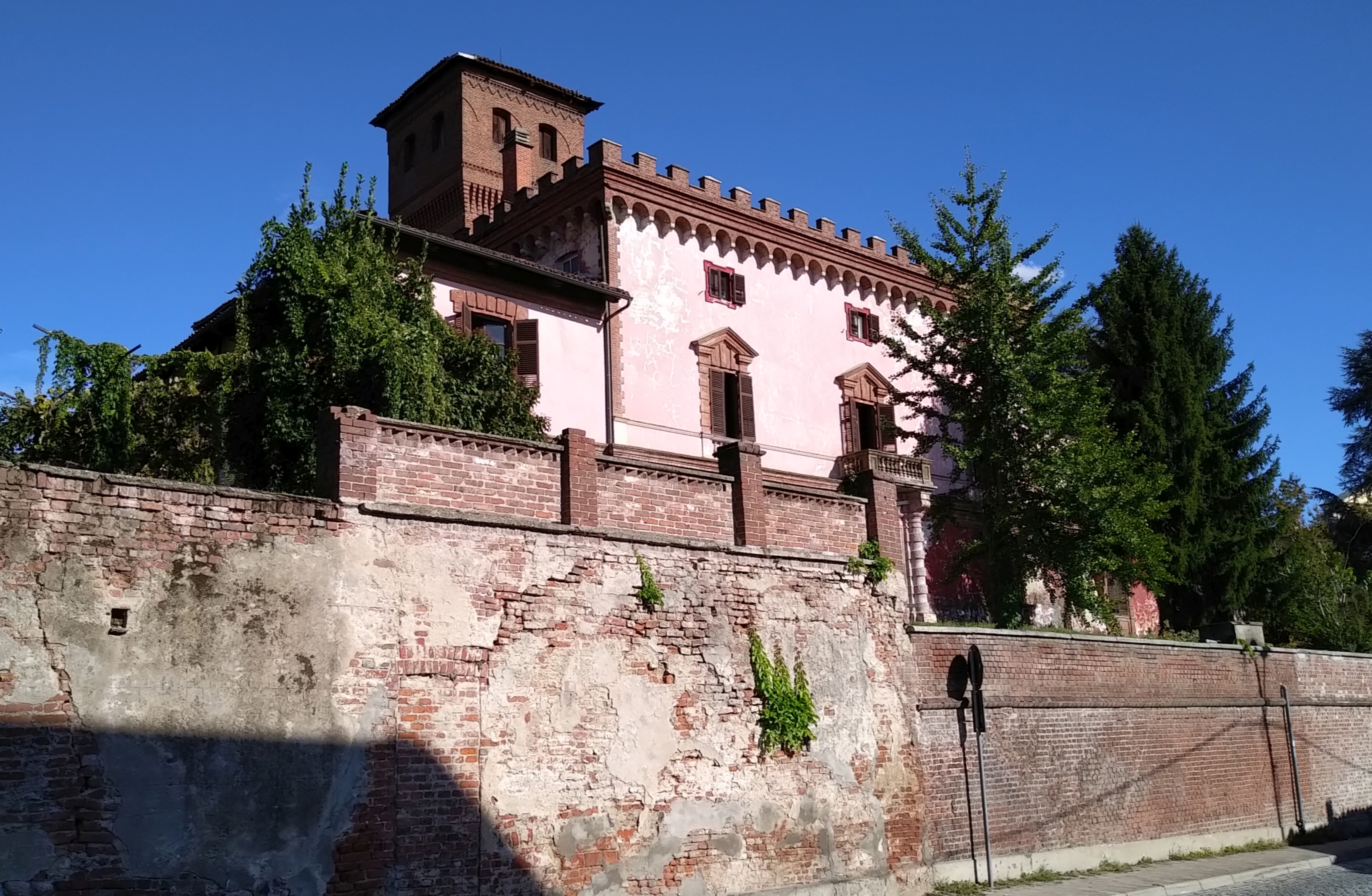
Castello

- Chiusa Sclafani, Italien